# Robert Bunon
Robert Bunon (1er mai 1702 à Chalons-en-Champagne – 25 janvier 1748  à Paris), est un chirurgien-dentiste considéré par certains comme le père de la pédodontie.

## Biographie
Robert Bunon est reçu à Saint-Côme en 1739. En 1743, il publie son Essay sur les maladies des dents, où, pour la première fois, sont abordés les problèmes dentaires chez l'enfant. Il démontre que l'extraction des dents cariées n'a rien de dangereux, et que les nerfs dentaires ne sont pas liés aux nerfs oculaires.
Il fait de multiples observations et expériences puis démonstrations, à La Salpétrière. Il y explore les diverses facteurs et maladies qui influencent la santé dentaire des enfants, notamment leur organisation et leur atrophie. 
Il parle aussi, pour la première fois, d'extraire des dents aux enfants pour donner une meilleure conformation à leur denture. Il met notamment l'accent sur la prévention des problèmes grâce à une bonne diète et à des soins constants, ce qui à son époque n'est pas pratiqué couramment.
Il fonde la première maison de santé dentaire à Paris, et teste la composition de nouveaux dentifrices qu'il fabrique, toujours dans l'optique de l'amélioration des soins dentaires. En 1747, il est nommé dentiste des filles de Louis XV et de la Maison des Enfants du roi.
Il meurt le 25 janvier 1748.

## Publications
- Dissertation sur un préjugé très-pernicieux, concernant les maux de dents qui surviennent aux femmes grosses, in-12, 1741, 20 pages[5],[2].
- Essay sur les maladies des dents, où l'on propose les moyens de procurer une bonne conformation dès la plus tendre enfance et d'en assurer la conservation durant tout le cours de sa vie, in-12, 1743, 240 pages[5],[2]. [PDF] Copie numérique sur univ-paris5.fr.
- Expériences et démonstrations faites à l’hôpital de la Salpétrière et à Saint-Côme en présence de l'Académie Royale de Chirurgie. Pour servir de suite et de preuve à l'essay sur les maladies des dents sur Google Livres, in-12, 1746, 410 p. [2]